# Pathein (distrikt)
Pathein District är ett distrikt i Myanmar.   Det ligger i regionen Ayeyarwady, i den södra delen av landet, 400 km söder om huvudstaden Naypyidaw.